# هيكتور تابيا (لاعب كرة قدم)
هيكتور تابيا (بالإسبانية: Héctor Tapia) هو لاعب كرة قدم مكسيكي، ولد في 11 يوليو 1957 في المكسيك. لعب مع كروز آزول ونادي أمريكا ونادي نيكاكسا.

## وصلات خارجية
- هيكتور تابيا (لاعب كرة قدم) على موقع قاعدة بيانات كرة القدم.إي يو (الإنجليزية)
- هيكتور تابيا (لاعب كرة قدم) على موقع ناشيونال فوتبول تيمز (الإنجليزية)
- هيكتور تابيا (لاعب كرة قدم) على موقع عالم كرة القدم.نت (الإنجليزية)
- هيكتور تابيا (لاعب كرة قدم) على موقع اللجنة الأولمبية الدولية (الإنجليزية)
- هيكتور تابيا (لاعب كرة قدم) على موقع أوليمبيديا (الإنجليزية)